# Tropicophanes
Tropicophanes är ett släkte av skalbaggar. Tropicophanes ingår i familjen långhorningar.
Kladogram enligt Catalogue of Life:
| Tropicophanes | \| \| Tropicophanes fasciatus \| \| \| \| \| \| Tropicophanes wieringai \| \| \| \| |
|               | \| \| Tropicophanes fasciatus \| \| \| \| \| \| Tropicophanes wieringai \| \| \| \| |
|               | Tropicophanes fasciatus                                                             |
|               |                                                                                     |
|               | Tropicophanes wieringai                                                             |
|               |                                                                                     |